# John Somers
Pour les articles homonymes, voir Somers.
John Somers (4 mars 1651, Worcester – 26 avril 1716), 1er baron Somers, est un homme d'État et écrivain anglais, l'un des chefs du parti whig.

## Biographie
Il débute comme un homme de loi et se fait une riche clientèle.
Il publie plusieurs pamphlets contre Charles II et prend une part active aux événements qui amènent la chute de Jacques II.
À la révolution de 1688, il est fait baron d'Evesham et nommé chancelier; il remet les sceaux lors de la réaction tory; il est même alors accusé devant les Chambres, mais est acquitté. Il rentre alors au Conseil et en a la présidence (de 1708 à 1710); renversé de nouveau avec les whigs, il ne sort plus de sa retraite.
Il protège Addison et est un des premiers à reconnaître la valeur du Paradis perdu de Milton. Outre de nombreux ouvrages imprimés, Somers a laissé 60 vol. in-fol. manuscrits, d'où l'on a tiré les précieux Papiers d'État, publiés par lord Hardwike en 1778. Cogan a donné en 4 vol. in-4 une collection de Somers' Tracts (ce ne sont guère que des pamphlets de Somers). W. Scott a dirigé une édition de ses œuvres.